# سسک چیف‌چاف سیبری
سسک چیف‌چاف سیبری (نام علمی: Phylloscopus collybita tristis) نوعی سک برگی است که معمولاً زیرگونه‌ای از سسک چیف‌چاف معمولی در نظر گرفته می‌شود، اما ممکن است در نوع خود یک گونه باشد.
سسک چیف‌چاف سیبری در سیبری در شرق رودخانه پیچورا زادآوری می‌کند و زمستان‌ها را در هیمالیای پایین می‌گذراند.

### وضعیت در اروپا و آمریکای شمالی
در فصل زمستان به‌طور مرتب در اروپای غربی ثبت می‌شود، و به احتمال زیاد تعداد درگیر به دلیل عدم اطمینان دربارهٔ معیارهای شناسایی، عدم وجود داده خوب و سیاست‌های ثبت کمتر برآورد شده است (در سوئد و فنلاند تنها پرندگان به‌دام‌افتاده را می‌پذیرند).
به دلیل ظاهر ناآشنا، رکوردهای بریتانیا در دهه‌های ۱۹۵۰ و ۱۹۶۰ در ابتدا تصور می‌شد که سسک سبز زیتونی بودند و توسط BBRC، کمیته پرندگان کمیاب، تا زمانی که رکوردها در دهه ۱۹۸۰ مورد بررسی قرار گرفتند، به این ترتیب پذیرفته شده بودند.